# Селард (комуна)
Селард (рум. Sălard) — комуна у повіті Біхор в Румунії. До складу комуни входять такі села (дані про населення за 2002 рік):
- Селард (2853 особи) — адміністративний центр комуни
- Синтімреу (607 осіб)
- Ходош (726 осіб)

Комуна розташована на відстані 441 км на північний захід від Бухареста, 18 км на північний схід від Ораді, 128 км на північний захід від Клуж-Напоки.

## Населення
За даними перепису населення 2002 року у комуні проживали 4186 осіб.
Національний склад населення комуни:
| Національність            | Кількість осіб | Відсоток |
| ------------------------- | -------------- | -------- |
| угорці                    | 2872           | 68,6%    |
| румуни                    | 985            | 23,5%    |
| цигани                    | 316            | 7,5%     |
| словаки                   | 3              | 0,1%     |
| німці                     | 1              | < 0,1%   |
| не вказали національність | 2              | < 0,1%   |

Рідною мовою назвали:
| Мова                  | Кількість осіб | Відсоток |
| --------------------- | -------------- | -------- |
| угорська              | 3179           | 75,9%    |
| румунська             | 969            | 23,1%    |
| циганська             | 24             | 0,6%     |
| українська            | 4              | 0,1%     |
| словацька             | 1              | < 0,1%   |
| не вказали рідну мову | 2              | < 0,1%   |

Склад населення комуни за віросповіданням:
| Релігія                                       | Кількість осіб | Відсоток |
| --------------------------------------------- | -------------- | -------- |
| реформати                                     | 2492           | 59,5%    |
| православні                                   | 709            | 16,9%    |
| римо-католики                                 | 400            | 9,6%     |
| баптисти                                      | 278            | 6,6%     |
| п'ятдесятники                                 | 217            | 5,2%     |
| не релігійні                                  | 24             | 0,6%     |
| греко-католики                                | 23             | 0,5%     |
| адвентисти                                    | 5              | 0,1%     |
| бретрени                                      | 5              | 0,1%     |
| мусульмани                                    | 2              | < 0,1%   |
| лютерани (Синодально-пресвітеріанська церква) | 2              | < 0,1%   |
| лютерани (Аугсбурзького сповідання)           | 1              | < 0,1%   |
| не вказали релігію                            | 3              | 0,1%     |